# Wilhelm Eckstein
Wilhelm Eckstein (7. května 1851 Radouň – 17. července 1925 Nýrsko) byl český optik, podnikatel a radní, židovského původu, dlouholetý majitel a ředitel optického závodu Wilhelm Eckstein und Co. v Nýrsku vyrábějícího především brýle, mecenáš a ve své době jeden z nejbohatších a nejvýznamnějších měšťanů Nýrska.

## Život

### Mládí
Narodil se v Radouni nedaleko Štětí. Spolu se svým bratrem Eduardem založili roku 1873 v Praze optickou dílnu. V roce 1887 přesunuli výrobu do Vídně, kde se firma značně rozrostla.

### Nýrsko

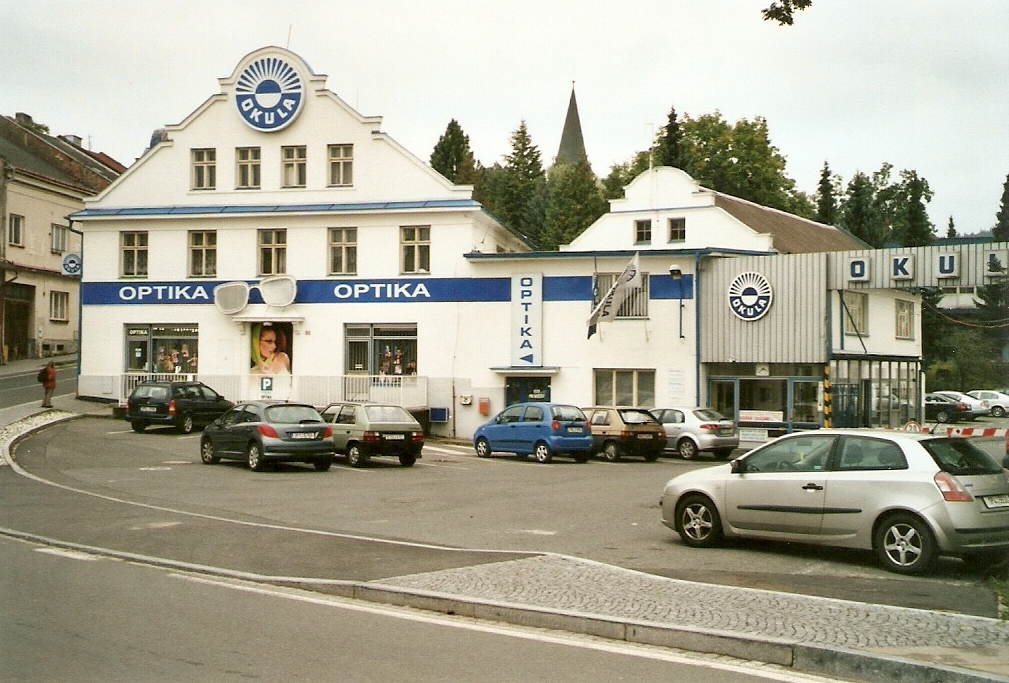
Vstup do závodu s podnikovou prodejnou (2008)

V 90. letech 19. století bylo rozhodnuto o přesunutí brusírny brýlové optiky a mechaniky do Nýrska poblíž Klatov v západních Čechách, kam se Wilhelm Eckstein také přestěhoval a výrobu zde řídil. Nýrsko bylo vybráno především díky levné pracovní síle, vzniku podniku pomohla také železniční trať zbudovaná společností Plzeňsko-březenské dráhy (EPPK/PBD) roku 1876. Počet zaměstnanců neustále vzrůstal na několik set, město díky němu rostlo a rozvíjelo se, výrobky Eckertovy továrny byly prodávány nejen po Čechách a Moravě, ale i v ostatních částech rakousko-uherské monarchie. Továrna byla jednou z největších svého druhu v říši.
Wilhelm Eckstein se angažoval také v městském spolkovém a společenském životě. Stal se členem městské rady Nýrska, tuto funkci pak zastával přes 20 let. Se svou manželkou Reginou financovali výstavbu chudobince a byli aktivními členy nýrské židovské obce.

### Úmrtí
Wilhelm Eckstein zemřel 17. července 1925 v Nýrsku ve věku 74 let. Byl pochován na Židovském hřbitově v Nýrsku.

### Po smrti
Počet zaměstnanců v dalších letech neustále vzrůstal a v roce 1939 přesáhl číslo 500. Výroba nebyla přerušena ani během druhé světové války. K jejímu přerušení došlo až na konci války, kdy byl závod vybombardován. Počátkem března 1946 byl zřízen národní podnik Okula.

### Rodinný život
Wilhelm Eckstein se v Nýrsku oženil s Reginou, rozenou Fleischl-Janowitzer, pocházející z nýrské starousedlické rodiny.